# Haloxylon gracile
Haloxylon gracile är en amarantväxtart som först beskrevs av Paul Aellen, och fick sitt nu gällande namn av Ian Charleson Hedge. Haloxylon gracile ingår i släktet Haloxylon och familjen amarantväxter. Inga underarter finns listade i Catalogue of Life.